# 谷新
谷 新（たに あらた、本名：小口 牧通（おぐち まきみち）、1947年6月2日 - 2020年6月2日）は美術評論家。ヴェネツィア・ビエンナーレ国際美術展の日本館コミッショナーなどを歴任し、宇都宮美術館館長も務めた。

## 略歴
1947年長野県岡谷市生まれ。長野県諏訪清陵高等学校を経て、千葉大学卒業。
1972年に美術雑誌『みづゑ』（美術出版社）の800号記念として企画された芸術評論募集で、大賞となる一席に入選。流通小売業を対象とした業界専門誌の出版社であった株式会社商業界に入社。同社の広報部や月刊紙『販売革新』編集部で勤めながら、『みづゑ』『美術手帖』などに現代美術評論を執筆する。1989年に美術評論家として独立する。
1977年のパリ・ビエンナーレにおいて作家推薦、1982年の第40回、1984年の第41回ヴェネチア・ビエンナーレ国際美術展の日本館コミッショナーを歴任し、伊藤公象、川俣正、田窪恭治、堀浩哉、彦坂尚嘉、北山善夫などを世界へ紹介した。
また国際交流基金アセアン文化センターによる東南アジア現代美術調査、および国内での展覧会企画を担当する。2000年には「光州ビエンナーレ」のアジアセクション・コミッショナー、2018年には「第4回 水と土の芸術祭2018」の総合ディレクターなどを務めた。
宇都宮美術館が開館した1997年（平成9年）から2017年（平成29年）3月の20年間に渡って初代館長を務めた。
2020年6月2日に直腸癌により逝去。享年73歳。

## 書籍
著書
- 「回転する表象 現代美術／脱ポストモダンの視角」たにあらた（現代企画室、1992年）
- 「北上する南風―東南アジアの現代美術」谷新（現代企画室、1993年）

主な共著・寄稿
- 「現代日本アーティスト名鑑ー現代を彩るクリエイター360の個性」監修：谷新、三田晴夫、高島直之（1995年/美術出版社）
- 「時空を超えてつむぐ : 多和英子vs放菴・達吉・鉄五郎 : 記録集」谷新、新見隆（2016年/多和英子vs放菴・達吉・鉄五郎展実行委員会）

## 参考
1. ↑  『現代物故者事典2018～2020』（日外アソシエーツ、2021年）p.347
2. ↑  “美術評論家の谷新さん死去 ビエンナーレ日本館を企画：朝日新聞デジタル”. 朝日新聞デジタル. 2020年8月21日閲覧。